# Ammannia heptamera
Ammannia heptamera är en fackelblomsväxtart som först beskrevs av William Philip Hiern, och fick sitt nu gällande namn av S.A.Graham och Gandhi. Ammannia heptamera ingår i släktet Ammannia och familjen fackelblomsväxter. Utöver nominatformen finns också underarten A. h. bullockii.